# Lilly Joss Reich
Lilly Joss Reich (* 28. Juni 1911 in Wien als Lilli Joseph; † 31. März 2006 in New York) war eine jüdische, österreichisch-US-amerikanische Fotografin.

## Leben
Lilly Joss Reich war die Tochter von Georg Joseph (1869–1920), der ein Geschäft für optische Geräte und Fotoapparate besaß, und von Ida Rosauer (1879–1958). Nach dem Tod des Vaters zog sie mit ihrer Mutter und ihrer Schwester Gertrud nach Berlin, wo sie das Dorotheen-Lyzeum besuchte und mit Abitur abschloss. Im Anschluss daran absolvierte sie eine Fotografenlehre bei Mira Schmiegelsky (1889–1958). Zusätzlich war sie für Chemie an der Technischen Hochschule Berlin eingeschrieben, um sich Wissen über fotochemische Prozesse anzueignen. Sie besuchte während ihrer Ausbildungs- und Studienzeit wiederholt ihre Schwester Gertrud, die nach Paris gezogen war, um dort an der Sorbonne Französisch zu studieren. 1934, nach der Machtübernahme der Nationalsozialisten, floh Lilly Joss Reich mit ihrer Mutter nach Frankreich.
1936/37 eröffnete sie ein Fotostudio an der Rue Erlanger in Paris, wo sie vor allem Porträts anfertigte. Vor ihrer Kamera standen u. a. Albert Einstein, Nicole de Rothschild und der Autor Tristan Bernard, unter dessen Patronanz 1938 ihre erste Ausstellung stattfand. Für die Weltfachausstellung Paris 1937 fotografierte sie den Österreich-Pavillon von Oswald Haerdtl. Nach dem Einmarsch der Nationalsozialisten in Paris flüchtete sie 1940 zusammen mit ihrer Mutter nach Bordeaux, von wo aus sie weiter nach England wollten. Das Schiff, für das sie ein Ticket bekamen, war jedoch unterwegs nach Casablanca in Marokko. Die zuvor von Joss Reich versteckten Glasplattennegative wurden von den Nationalsozialisten entdeckt und beschlagnahmt, nur eine Rezeptsammlung für Mehlspeisen blieb aus Paris erhalten. In Casablanca gestaltete es sich schwierig, Fotoaufträge zu bekommen, weshalb Joss Reich auch als Deutschlehrerin und Dolmetscherin arbeitete. Es sind vor allem Fotografien des alltäglichen Lebens in der Stadt, insbesondere von arabischen Frauen, überliefert.
Ende 1941 konnte sie mit ihrer Mutter in die Vereinigten Staaten fliehen und nahm den Familiennamen Joss an. In New York war sie für die Agentur Black Star als Fotojournalistin tätig, unter anderem für Life (z. B. die Serie „Frühling im Central Park“, 1944), Look und das Ladie’s Home Journal. Ihr Fokus lag auf Home-Stories, die in Zeitschriften veröffentlicht wurden. Sie war auch sehr gut darin, Kinder zu fotografieren, und wurde u. a. mit einer Fotoreportage über chinesische Schulkinder in Chinatown beauftragt. Auch fertigte sie die Bilder für eine Kampagne gegen Vandalismus in Schulen an und dokumentierte die Arbeit von Hebammen. Da sie deutlich weniger verdiente als ihre männlichen Kollegen, arbeitete sie parallel als Retuscherin für das Museum of Modern Art.
1947 erlangte sie die US-amerikanische Staatsbürgerschaft. Im Jahr darauf heiratete sie den auch aus Wien stammenden Bühnenautor Richard Reich (1904–1993) und machte sich erneut als Porträtfotografin selbständig. Ihre Schaffenszeit dauerte bis kurz nach 1980 an, als ihre Sehkraft geringer wurde. Alsdann setzte sie sich mit den überlieferten Wiener Rezepten ihrer Mutter und Großmutter auseinander. Sie stellte daraus das Kochbuch The Viennese Pastry Cookbook. From Vienna with Love zusammen, das 1970 bei Macmillan erschien und zu einem Klassiker für Mehlspeisen in den USA wurde. Gegen Ende ihrer beruflichen Tätigkeit war sie außerdem in Kochshows aktiv.

## Werke
- Ein umfangreicher Bestand an Fotografien Lilly Joss Reichs befindet sich im Wien Museum.

- The Viennese Pastry Cookbook. From Vienna with Love. Macmillan, New York 1970, ISBN 978-0-02601-950-7.